# شمضة (الرضمة)

تعديل مصدري - تعديل

شمضة هي إحدى قرى عزلة كحلان بمديرية الرضمة التابعة لمحافظة إب، بلغ تعداد سكانها 783 نسمة حسب تعداد اليمن لعام 2004.